# Alberta iela
La rue Albert (letton : Alberta iela) est une rue de Riga, en Lettonie, connue pour ses immeubles Art nouveau construits au début du XXe, notamment par les architectes Mikhaïl Eisenstein, Eižens Laube et Konstantīns Pēkšēns. D'après l'Unesco, qui a enregistré le centre historique de Riga au patrimoine mondial en 1997, c'est dans cette rue et dans la Elizabetes iela, qu'on trouve les exemples les plus remarquables de l'art nouveau dans la capitale lettonne,.

## Histoire
La rue Alberta iela a été fondée en l'honneur du 700e anniversaire de la ville et porte le nom du fondateur de Riga, Albert de Buxhoeveden. La rue Alberta iela a été construite en 2 ans. 
La rue est considérée comme la perle de l'Art Nouveau.. 
La rue est nommée du nom de l'évêque Albert de Buxhoeveden, qui fonda la ville en 1201. En 1941, les Soviétiques la renomment Friča Gaiļa iela, du nom d'un militant communiste qui y est mort, par suicide ou assassiné, selon les versions. Durant l'occupation allemande, de 1942 à 1944, la rue change à nouveau de nom pour prendre celui du pédagogue allemand Albert Woldemar Hollander et devenir la Holandera iela. Elle reprend le nom de Friča Gaiļa iela, pendant toute la période soviétique, avant d'être renommé Alberta iela, en 1990, lors de l'indépendance de la Lettonie.

## Bâtiments
Tous les édifices de la rue Alberta iela sont des monuments architecturaux. Un certain nombre d'institutions publiques s'y trouvent également, notamment le musée Art nouveau de Riga, les musées Janis Rozentals et Rudolf Blaumanis, les ambassades de Belgique, d'Irlande et de Hongrie, et jusqu'en 2015, la Faculté de géographie et des sciences de la terre de l'Université de Lettonie était située dans la rue.
Les premiers immeubles de la rue sont:
| adresse         | Architecte(s)                    | Construction | Photo |
| --------------- | -------------------------------- | ------------ | ----- |
| Alberta iela 1  | Heinrich Scheel Fridrihs Šefels  | 1901         |       |
| Alberta iela 2  | Mikhaïl Eisenstein               | 1906         |       |
| Alberta iela 2a | Mikhaïl Eisenstein               | 1906         |       |
| Alberta iela 4  | Mikhaïl Eisenstein               | 1904         |       |
| Alberta iela 6  | Mikhaïl Eisenstein               | 1903         |       |
| Alberta iela 7  | Hermann Otto Hilbig              | 1908         |       |
| Alberta iela 8  | Mikhaïl Eisenstein               | 1903         |       |
| Alberta iela 9  | Konstantīns Pēkšēns              | 1901         |       |
| Alberta iela 11 | Eižens Laube                     | 1908         |       |
| Alberta iela 12 | Konstantīns Pēkšēns Eižens Laube | 1903         |       |
| Alberta iela 13 | Mikhaïl Eisenstein               | 1904         |       |